# Волчухи
Волчухи (укр. Вовчухи) — село в Городокской городской общине Львовского района Львовской области Украины.
Население по переписи 2001 года составляло 747 человек. Почтовый индекс — 81507. Телефонный код — 3231.

## Известные уроженцы и жильцы
- Откович, Василий Петрович (1950—2017) — советский и украинский искусствовед, Заслуженный деятель искусств Украины (2006).